# Elezione papale del 1243
L'Elezione papale del 1243 si tenne ad Anagni dal 15 al 25 giugno 1243 a seguito della morte di papa Celestino IV. Il suo successore fu papa Innocenzo IV, dopo un periodo di sede vacante lungo diciotto mesi.

## La lunga sede vacante
Le circostanze politiche che videro il collegio cardinalizio riunirsi nuovamente nell'arco di brevissimo tempo erano le più difficili per la Chiesa. Era chiaro, lo si era visto nell'elezione del povero Celestino, che Federico avrebbe accettato solamente un papa favorevole al suo disegno politico di unificazione della corona siciliana con l'Impero.
Celestino IV, già gravemente malato, era spirato il 10 novembre 1241, dopo appena sedici giorni di pontificato. I cardinali avevano preso tempo, e per sottrarsi alle angherie del partito filo-imperiale, avevano lasciato Roma per rifugiarsi ad Anagni. I cardinali rimasti nell'urbe, per lo più vicini a Federico II, sollecitarono gli esuli a tornare per procedere alla nuova elezione ma ricevettero un rifiuto. Essi ingiungevano che le tristi condizioni in cui era avvenuto il conclave precedente e la vicenda dei due cardinali tenuti prigionieri da Federico II, Ottone da Tonengo e Giacomo Pecorara, non poteva consentire un regolare svolgimento dell'elezione.
Si andò avanti con questa situazione di stallo per quasi diciannove mesi, durante i quali il Collegio cardinalizio tentò più volte di dissuadere Federico e giungere a una risoluzione, ma l'imperatore indugiò a lungo, temendo la riunione di un concilio che lo condannasse. Finalmente si giunse alla liberazione dei due porporati dopo estentuanti trattative: Giacomo da Pecorara nell'agosto 1242, Ottone nel maggio 1243, permettendo così al Collegio di riunirsi al completo per procedere alla lungamente attesa elezione. probabilmente, a pesare sulla decisione fu la dolorosa perdita del figlio prediletto ed erede Enrico, nella primavera del 1242, seguita a breve distanza da quella della moglie. Tuttavia, a causa della condotta dei due cardinali appena liberati, unitisi al partito anti-imperiale e ignari dell'accordo appena raggiunto tra le parti, per poco non si giunse all'assedio di Roma da parte dell'esercito di Federico, furente. Scongiurato il pericolo, e ritiratosi finalmente l'imperatore a Melfi, i cardinali poterono riunirsi ad Anagni per le votazioni.
Non siamo a conoscenza dei dettagli circa le votazioni che occorsero tra il 15 e il 25 giugno di quel turbolento anno, ma in  breve si giunse all'elezione del genovese Sinibaldo Fieschi, che prese il nome di Innocenzo IV, e che sarà protagonista di un nuovo capitolo dello scontro tra papato e impero. Fu incoronato il 29 giugno, giorno dei SS. Pietro e Paolo nella Basilica Vaticana dal cardinale Raniero Capocci.

## Lista dei partecipanti

### Presenti in conclave
| Nome                                   | Paese                     | Titolo                                                                                                | Ruolo                                                                                        | Nascita  | Concistoro |
| -------------------------------------- | ------------------------- | --- | -------------------------------------------------------------------------------------------- | -------- | ---------- |
| Rinaldo dei signori di Jenne           | Stato Pontificio          | Cardinale vescovo di Ostia e Velletri; eletto papa con il nome di Alessandro IV nel conclave del 1254 | Decano del collegio cardinalizio; Legato pontificio emerito ad Anagni, Perugia e Nord Italia | 1199     | 18/09/1227 |
| Giovanni Colonna, O.S.B.               | Stato Pontificio          | Cardinale presbitero di Santa Prassede                                                                | Legato pontificio emerito a Costantinopoli e in Siria                                        | 1185 ca. | 18/02/1212 |
| Giacomo da Pecorara, O. Cist.          | Piacenza                  | Cardinale vescovo di Palestrina                                                                       | Legato pontificio in Provenza; Auditore della Sacra Rota Romana                              | 1170 ca. | 09/1231    |
| Oddone di Monferrato                   | Marchesato del Monferrato | Cardinale diacono di San Nicola in Carcere                                                            | Legato pontificio in Inghilterra                                                             | 1180 ca. | 18/09/1227 |
| Stefano de Normandis dei Conti         | Stato Pontificio          | Cardinale presbitero di Santa Maria in Trastevere                                                     | Arciprete della Basilica di San Pietro in Vaticano                                           | 1190 ca. | 02/1216    |
| Sinibaldo Fieschi dei conti di Lavagna | Repubblica di Genova      | Cardinale presbitero di San Lorenzo in Lucina; eletto papa                                            | Legato pontificio nel Nord Italia; Vescovo emerito di Albenga                                | 1195 ca. | 18/09/1227 |
| Raniero Capocci, O. Cist.              | Stato Pontificio          | Cardinale diacono di Santa Maria in Cosmedin                                                          | Legato pontificio a Spoleto e in Tuscia; Cardinale protodiacono                              | 1182 ca. | 02/1216    |
| Gil Torres                             | Regno di Castiglia e León | Cardinale diacono dei Santi Cosma e Damiano                                                           | Auditore di Santa Romana Chiesa; Amministratore apostolico del Monastero di Farfa            | 1175 ca. | 02/1216    |
| Riccardo Annibaldi                     | Stato Pontificio          | Cardinale diacono di Sant'Angelo in Pescheria                                                         | Rettore di Campagna e Marittima                                                              | 1200 ca. | 09/1237    |
| Pietro da Capua minor                  | Regno di Sicilia          | Cardinale diacono di San Giorgio in Velabro                                                           | Vice-Cancelliere di Santa Romana Chiesa                                                      | 1180 ca. | 10/1219    |
| Romano Bonaventura                     | Stato Pontificio          | Cardinale vescovo di Porto                                                                            | Governatore di Campania; Legato pontificio emerito in Francia e Inghilterra                  | 1175 ca. | 02/1216    |